# Back in the World tour
Back in the World tour bylo evropské turné Paula McCartneyho, které probíhalo na jaře roku 2003.
Po prvních 6 odehraných koncertech (1 v Paříži, 2 v Barceloně, 2 v Antverpách a 1 v Sheffieldu) chytil McCartney chřipku a musel následující termín v Sheffieldu přesunout na konec turné.
Kvůli nemoci se poté musel dvakrát měnit repertoár.
Záznam z koncertu v Moskvě byl vydán na DVD Paul McCartney in Red Square.

## Kapela
- Paul McCartney - zpěv, baskytara, kytara, klavír
- Rusty Anderson - kytara, doprovodný zpěv
- Brian Ray - kytara, baskytara, perkuse, doprovodný zpěv
- Paul "Wix" Wickens - klávesy, akordeon, kytara, perkuse, doprovodný zpěv
- Abe Laboriel Jr. - bicí, perkuse, doprovodný zpěv

## Termíny
| Datum           | Město         | Země       | Místo konání                              |
| --------------- | ------------- | ---------- | ----------------------------------------- |
| 25. března 2003 | Paříž         | Francie    | Palais Omnisports de Paris-Bercy          |
| 28. března 2003 | Barcelona     | Španělsko  | Palau Sant Jordi                          |
| 29. března 2003 | Barcelona     | Španělsko  | Palau Sant Jordi                          |
| 1. dubna 2003   | Antverpy      | Belgie     | Sportpaleis Antwerp                       |
| 2. dubna 2003   | Antverpy      | Belgie     | Sportpaleis Antwerp                       |
| 5. dubna 2003   | Sheffield     | Anglie     | Hallam FM Arena                           |
| 9. dubna 2003   | Manchester    | Anglie     | Manchester Evening News Arena             |
| 10. dubna 2003  | Manchester    | Anglie     | Manchester Evening News Arena             |
| 13. dubna 2003  | Birmingham    | Anglie     | National Indoor Arena                     |
| 14. dubna 2003  | Birmingham    | Anglie     | National Indoor Arena                     |
| 18. dubna 2003  | Londýn        | Anglie     | Earls Court Exhibition Centre             |
| 19. dubna 2003  | Londýn        | Anglie     | Earls Court Exhibition Centre             |
| 21. dubna 2003  | Londýn        | Anglie     | Earls Court Exhibition Centre             |
| 22. dubna 2003  | Londýn        | Anglie     | Earls Court Exhibition Centre             |
| 25. dubna 2003  | Arnhem        | Nizozemsko | Gelredome                                 |
| 27. dubna 2003  | Kolínská voda | Německo    | Kölnarena                                 |
| 28. dubna 2003  | Kolínská voda | Německo    | Kölnarena                                 |
| 30. dubna 2003  | Hannover      | Německo    | Preussag Arena                            |
| 2. května 2003  | Kodaň         | Dánsko     | Parken                                    |
| 4. května 2003  | Stockholm     | Švédsko    | Stockholm Globe Arena (nyní Avicii Arena) |
| 5. května 2003  | Stockholm     | Švédsko    | Stockholm Globe Arena (nyní Avicii Arena) |
| 8. května 2003  | Oberhausen    | Německo    | König Pilsener Arena                      |
| 10. května 2003 | Řím           | Itálie     | Uvnitř Kolosea (soukromý koncert)         |
| 11. května 2003 | Řím           | Itálie     | Před Koloseem                             |
| 14. května 2003 | Vídeň         | Rakousko   | Wiener Stadthalle                         |
| 15. května 2003 | Budapešť      | Maďarsko   | Budapest Sportaréna                       |
| 17. května 2003 | Mnichov       | Německo    | Königsplatz                               |
| 18. května 2003 | Mnichov       | Německo    | Königsplatz                               |
| 21. května 2003 | Hamburg       | Německo    | AOL Arena                                 |
| 24. května 2003 | Moskva        | Rusko      | Rudé náměstí                              |
| 27. května 2003 | Dublin        | Irsko      | RDS Arena                                 |
| 29. května 2003 | Sheffield     | Anglie     | Hallam FM Arena                           |
| 1. června 2003  | Liverpool     | Anglie     | King's Dock                               |

## Repertoár
|  | Paříž, Barcelona, Antverpy a Sheffield 1. Hello, Goodbye 2. Jet 3. All My Loving 4. Getting Better 5. Coming Up 6. Let Me Roll It 7. Lonely Road 8. Driving Rain 9. Your Loving Flame 10. Blackbird 11. Every Night 12. We Can Work It Out 13. You Never Give Me Your Money/Carry That Weight 14. The Fool On The Hill 15. Here Today 16. Something 17. Eleanor Rigby 18. Here, There, and Everywhere 19. Calico Skies 20. Michelle 21. Band On The Run 22. Back In The USSR 23. Maybe I'm Amazed 24. Let Em In 25. My Love 26. She's Leaving Home 27. Can't Buy Me Love 28. Birthday 29. Live and Let Die 30. Let It Be 31. Hey Jude 32. The Long And Winding Road 33. Lady Madonna 34. I Saw Her Standing There 35. Yesterday 36. Sgt. Pepper's Lonely Hearts Club Band/The End |  | Manchester, Birmingham a první koncert v Londýně 1. Hello, Goodbye 2. Jet 3. All My Loving 4. Getting Better 5. Let Me Roll It 6. Lonely Road 7. Your Loving Flame 8. Blackbird 9. Every Night 10. We Can Work It Out 11. You Never Give Me Your Money/Carry That Weight 12. The Fool On The Hill 13. Here Today 14. Something 15. Eleanor Rigby 16. Here, There, and Everywhere 17. Things We Said Today 18. I've Just Seen A Face 19. Calico Skies 20. Two Of Us 21. Michelle 22. Band On The Run 23. Back In The USSR 24. Let Em In 25. My Love 26. She's Leaving Home 27. Can't Buy Me Love 28. Birthday 29. Live and Let Die 30. Let It Be 31. Hey Jude 32. The Long And Winding Road 33. Lady Madonna 34. I Saw Her Standing There 35. Yesterday 36. Sgt. Pepper's Lonely Hearts Club Band/The End |  | Zbytek turné 1. Hello, Goodbye 2. Jet 3. All My Loving 4. Getting Better 5. Let Me Roll It 6. Lonely Road 7. Your Loving Flame 8. Blackbird 9. Every Night 10. We Can Work It Out 11. You Never Give Me Your Money/Carry That Weight 12. The Fool On The Hill 13. Here Today 14. Something 15. Eleanor Rigby 16. Here, There, and Everywhere 17. I've Just Seen A Face 18. Calico Skies 19. Two Of Us 20. Michelle 21. Band On The Run 22. Back In The USSR 23. Maybe I'm Amazed 24. Let Em In 25. My Love 26. She's Leaving Home 27. Can't Buy Me Love 28. Birthday 29. Live and Let Die 30. Let It Be 31. Hey Jude 32. The Long And Winding Road 33. Lady Madonna 34. I Saw Her Standing There 35. Yesterday 36. Sgt. Pepper's Lonely Hearts Club Band/The End |